# Rybák bělohlavý
Rybák bělohlavý (Sterna trudeaui) je středně velký jihoamerický druh rybáka z rodu Sterna.

## Popis
Rybák bělohlavý je zbarvený odlišně než většina ostatních rybáků. Je celý šedý, pouze hlava je bílá s kontrastující černou skvrnou kolem oka a za okem. Nohy jsou oranžové, zobák žlutý s černou páskou na špičce. V prostém šatu (v zimě) je skvrna kolem oka zbarvená do šeda, spodina je bílá. Mladí ptáci mají tmavé proužky na špičkách hřbetních a křídelních per.

## Rozšíření
Hnízdí na pobřeží i ve vnitrozemí Jižní Ameriky na jih od severního Chile, Argentiny a Uruguaye. V době mimo hnízdění zaletuje dále na sever po Peru.